# I. e. 423
Évszázadok: i. e. 6. század – i. e. 5. század – i. e. 4. század
Évtizedek: i. e. 470-es évek – i. e. 460-as évek – i. e. 450-es évek – i. e. 440-es évek – i. e. 430-as évek – i. e. 420-as évek – i. e. 410-es évek – i. e. 400-as évek – i. e. 390-es évek – i. e. 380-as évek – i. e. 370-es évek
Évek: i. e. 428 – i. e. 427 – i. e. 426 – i. e. 425 –  i. e. 424 – i. e. 423 – i. e. 422 – i. e. 421 – i. e. 420 – i. e. 419 – i. e. 418

## Események

### Perzsia
Szogdiánosz perzsa királyt meggyilkoltatja féltesvére, Okhosz, Hürkánia szatrapája, aki II. Dareiosz néven lép a birodalom trónjára. Röviddel később egy másik féltestvér, Arszitész fellázad ellene és kétszer is győzelmet arat a király hadvezére, Artaszürasz felett. Utóbbi lefizeti a lázadók görög zsoldosait, Arszitészt pedig elfogják és halálra ítélik. 

### Görögország
A peloponnészoszi háborúban az athéni Lakhesz ráveszi a népgyűlést, hogy kössenek fegyverszünetet Spártával. Braszidasz spártai hadvezér nem törődik a szerződéssel (amely egy éven belül értelmetlenné válik) és elfoglalja Szkióne és Mende városokat. Az athéni Nikiasz később visszafoglalja Mendét. 

### Itália
Rómában consulok Caius Sempronius Atratinus és Quintus Fabius Vibulanus Ambustus.

## Kultúra
Először adják elő Arisztophanésztől A felhők-et, Szophoklésztől a Trakhini hölgyek-et, Kratinosztól pedig A borosflaská-t.  

## Halálozások
- Szogdiánosz perzsa király
- Arszitész, I. Artaxerxész perzsa király fia
- Menosztanész, Szogdiánosz unokatestvére és főminisztere
- Kratinosz, görög drámaíró

## Fordítás
- Ez a szócikk részben vagy egészben  a(z)   423 v. Chr. című német Wikipédia-szócikk ezen változatának fordításán alapul.  Az eredeti cikk szerkesztőit annak laptörténete sorolja fel. Ez a jelzés csupán a megfogalmazás eredetét és a szerzői jogokat jelzi, nem szolgál a cikkben szereplő információk forrásmegjelöléseként.